# ヴァネッサ・ベル

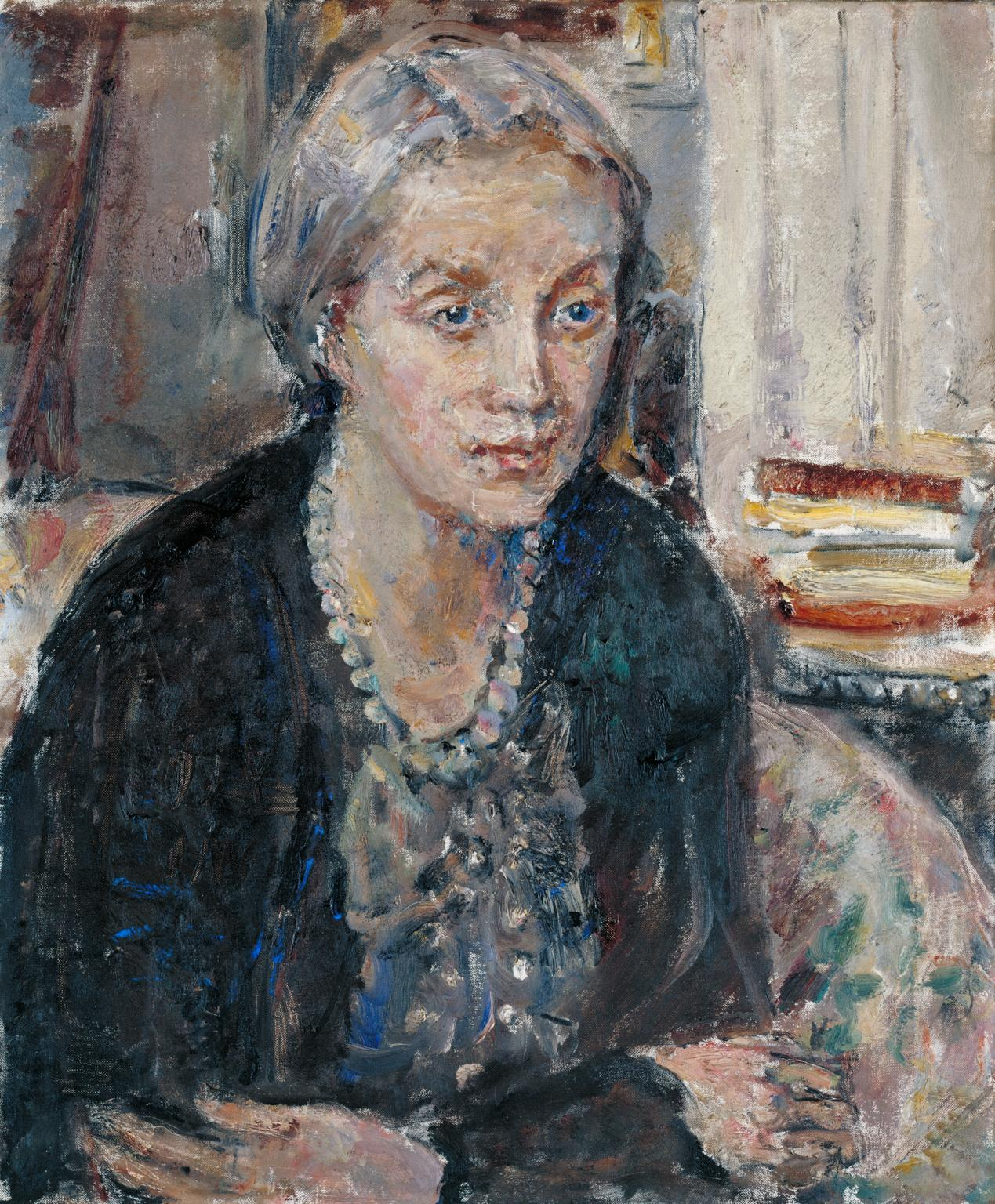
女性画家エセル・ウォーカーによるヴァネッサ・ベルの肖像画(1937)、ナショナル・ギャラリー (ロンドン)蔵

ヴァネッサ・ベル（Vanessa Bell, 1879年5月28日 - 1961年4月7日）は、イギリスの画家、インテリア・デザイナー。ブルームズベリー・グループの一員で、作家ヴァージニア・ウルフの姉である。
レズリー・スティーヴン卿と妻ジュリアの長女として、ロンドンで生まれた。両親によって家庭で教育を受け、1901年にはロイヤル・アカデミーで絵画を学ぶ。1895年と1904年に両親が相次いで亡くなり、ヴァネッサは妹ヴァージニア、弟トビー（1880年-1906年）とエイドリアン（1883年-1948年）らとともにブルームズベリーへ移り住んだ。そこは芸術家や作家など知識人の集まる場所となり、ブルームズベリー・グループと呼ばれるようになった。
1907年、彼女はクライヴ・ベル(1881〜1964)と結婚し、長男ジュリアン(1908〜37)（スペイン内戦に従軍し29歳で死去）と、次男クウェンティン(1910〜96)（86歳まで生き、下記を始め多くの関連著作を刊行）を生んでいる。
ヴァネッサとクライヴ夫妻は、オープンマリッジを選択し、ともに暮らしながらもそれぞれに恋人がいた。ヴァネッサは、美術評論家ロジャー・フライ(1866〜1934)、画家ダンカン・グラント(1885〜1978)らと関係を持った。グラントとの間には1918年にアンジェリカ(1918〜2012)という娘を生んでおり、クライヴ・ベルは自身の娘として育てた。クライヴは作家で、芸術家メアリー・ハッチンソン(1889〜1977)ら恋人がいた。
第一次世界大戦開戦前、ヴァネッサ、クライヴ、ダンカン・グラント、ダンカンの同性愛の恋人デイヴィッド・ガーネットらとサセックス州の田舎に移り住んだ。彼女はそこで風景画や肖像画を制作した。

## 作品
- Studland Beach（1912年）
- The Tub （1918年）
- Interior with Two Women （1932年）
- Portraits of Virginia Woolf （1912年）
- Portrait of Aldous Huxley （1929-1930年）
- Portrait of David Garnett （1916年）

## 日本語文献
- フランセス・スポールディング 『ヴァネッサ・ベル』 宮田恭子訳、みすず書房、2000年
- ヴァージニア・ウルフ 『ロジャー・フライ伝』 宮田恭子訳、みすず書房、1997年
- クウェンティン・ベル 『回想のブルームズベリー　すぐれた先輩たちの肖像』 北條文緒訳、みすず書房、1997年
- クウェンティン・ベル 『ヴァージニア・ウルフ伝』全2巻、黒沢茂訳、みすず書房、1976-77年